# Gejo de los Reyes
Gejo de los Reyes es una localidad del municipio de Villaseco, en la comarca de la Tierra de Ledesma, provincia de Salamanca, comunidad autónoma de Castilla y León, España.

## Origen del nombre
En el siglo XIII se llamaba Seyxu, topónimo propio de la lengua leonesa, derivando a Xexo, nombre con el que está documentada esta localidad en el siglo XVI, pasando posteriormente a denominarse Gejo.

## Historia
La fundación de Gejo de los Reyes se remonta a la Edad Media, obedeciendo a las repoblaciones efectuadas por los reyes leoneses en la Alta Edad Media.
Con la creación de las actuales provincias en 1833, Gejo de los Reyes, aún como municipio independiente, quedó encuadrado en la provincia de Salamanca, dentro de la Región Leonesa.
Finalmente, en marzo de 1969, mediante el Decreto 667/1969, el hasta entonces municipio de Gejo de los Reyes quedó integrado en el de Villaseco de los Reyes, al que pertenece actualmente.

## Monumentos
- Iglesia parroquial de San Blas
- Mina de cuarzo
- Teso santo

## Demografía
| Gráfica de evolución demográfica de El Gejo de los Reyes entre 1842 y 1960 |
| |
| Población de derecho según los censos de población del INE Población de hecho según los censos de población del INEEntre el censo de 1970 y el anterior, este municipio desaparece porque se integra en el municipio 37370 (Villaseco de los Reyes) |

En 2016 Gejo de los Reyes contaba con una población de 51 habitantes, de los cuales 29 eran hombres y 22 mujeres. (INE 2016).
| Gráfica de evolución demográfica de Gejo de los Reyes entre 1842 y 2016                                                      |
| |
| Población de derecho (1842-1960) según los censos de población del INE. Población según el padrón municipal de 2016 del INE. |